# 钩孢毛菌科
钩孢毛菌科（学名：[Harpellaceae] 错误：{{Lang}}：文本有斜体标记（帮助））为钩孢毛菌目的一个科。此科的模式属为钩孢毛菌属(Harpella)。

## 下级分类
- Carouxella
- 钩孢毛菌属 Harpella
- Harpellomyces
- Klastostachys
- Stachylina
- Stachylinoides